# Korman (miasto Kragujevac)
Korman (cyr. Корман) – wieś w Serbii, w okręgu szumadijskim, w mieście Kragujevac. W 2011 roku liczyła 630 mieszkańców.